# Elisha Payne
Elisha Payne (* 7. März 1731 in Canterbury, Colony of Connecticut, British America; † 20. Juli 1807 in Lebanon, New Hampshire, Vereinigte Staaten) war Geschäftsmann und Politiker in den Staaten New Hampshire und Vermont nach der Amerikanischen Revolution. Er diente als Vizegouverneur von Vermont und als Chief Justice des Vermont Supreme Courts.

## Leben
Als Sohn eines gleichnamigen prominenten Klerikers wurde Payne in Canterbury geboren. Er absolvierte 1750 ein Studium der Rechtswissenschaften an der Yale University und erhielt eine Zulassung als Anwalt. Zusätzlich betrieb er zusammen mit seinem Schwager ein erfolgreiches Handelsunternehmen.
Von 1765 bis 1768 hatte Payne einen Sitz in der Connecticut Assembly.
Im Jahr 1774 verlegte Payne seinen Wohnsitz nach Orange, New Hampshire, unterhalb des Mount Cardigan, wo er ebenfalls als Anwalt tätig war und zudem eine erfolgreiche Säge- und Getreidemühle betrieb. Außerdem hatte er einen Sitz im Repräsentantenhaus von New Hampshire.
1775 zog Payne als Lieutenant Colonel der Miliz von New Hampshire in die Amerikanische Revolution. Bereits 1776 wurde er Richter am Zivilgericht und Nachlassgericht von Grafton County.
Elisha Payne zog 1780 nach Lebanon. In dieser Zeit war die Vermont Republic eine unabhängige Republik und seit mehreren Jahren gab es bereits eine politische Bewegung, die Städte aus New Hampshire, die sich im Connecticut River Valley befanden, darunter auch Lebanon, nach Vermont einzugemeinden. Befürworter dieser Bewegung starteten 1778 den Versuch Payne und seine Mitbürger von dieser Eingemeindung zu überzeugen. Payne wurde angeboten, Mitglied im Colonial government in the Thirteen Colonies zu werden. Payne lehnte ab.
In das Vermont House of Representatives wurde er 1781 gewählt. Später wurde er zum Vizegouverneur von Vermont gewählt und zum Chief Justice des Vermont Supreme Courts ernannt. In der Miliz von Vermont diente er als Generalmajor.  Payne wurde 1782 als einer der Delegierten Vermonts benannt, um im Kontinentalkongress zu verhandeln.
Nachdem der Versuch der Vereinigung des westlichen New Hampshire und Vermont gescheitert war, nahm Payne sein Engagement in der Politik und Regierung von New Hampshire wieder auf. Dem Senat von New Hampshire gehörte er von 1786 bis 1787 an und dem New Hampshire Repräsentantenhaus von 1787 bis 1788. Er diente im Repräsentantenhaus wieder in den Jahren 1790, 1793, 1796 bis 1797 und 1800.
Payne war Schatzmeister des Dartmouth College von 1779 und 1780 und Treuhänder der Hochschule von 1784 bis 1801.
Im Jahre 1788 war Payne Delegierter bei der New Hampshire Konvention, bei der es um die Annahme der Verfassung der Vereinigten Staaten ging und er stimmte für die Ratifizierung.
Payne starb in Lebanon am 20. Juli 1807.  Sein Grab befindet sich auf dem East Lebanon Cemetery.